# Klorsyra
Klorsyra, HClO3, är en tämligen stark och oxiderande syra (pKa = -1) vars lukt påminner om salpetersyra. I klorsyra har klor Oxidationstillståndet +5, och föreningen antar en trigonal pyramidal geometri. Klorsyras salter kallas klorater; det viktigaste saltet är natriumklorat.

## Framställning
Klorsyra erhålls genom att svavelsyra får inverka på bariumklorat. Den filtrerade lösningen kan koncentreras i vakuum till 40 %, varefter den börjar disproportionera.
{\displaystyle {\rm {Ba(ClO_{3})_{2}+H_{2}SO_{4}\rightarrow 2\ HClO_{3}+BaSO_{4}}}}